# Macbeth av Skottland
Macbeth (gaeliska: Mac Bethad mac Findláich), död 15 augusti 1057, kung av Skottland 1040-1057.
Macbeth var son till Findláech, ärftlig styresman (mormaer) över Moray, och gjorde anspråk på tronen, eftersom hans hustru Gruoch tillhörde kungaätten. Sannolikt är han identisk med den Maelbaethe, vilken av anglosaxiska krönikan nämnes bland de skotska hövdingar, som 1032 hyllade Knut den store. 
Sedan Macbeth 1040 överfallit och dödat kung Duncan I (Donnchad mac Crínáin), blev han själv kung. Han stod i förbund med den norske jarlen Torfinn på Orkneyöarna och tycks ha representerat de i norr boende kelterna mot Duncan, som hade anglosaxiska förbindelser. 
Macbeth uppges 1050 ha företagit en pilgrimsfärd till Rom och omtalas i krönikorna som frikostig mot kyrkor och kloster. Duncans son Malcolm (Máel Coluim mac Donnchada) hade funnit en tillflykt hos sin frände, jarl Siward av Northumberland, och de vann 1054 en seger över Macbeth vid Dunsinane i Perthshire, varpå Malcolm hyllades som kung i Cumberland och söder om Forth. I norr behöll dock Macbeth sin makt, till dess han, på nytt anfallen av Malcolm och Siward, besegrades och stupade i en ny drabbning vid Lumphanan i Aberdeenshire, 15 augusti 1057. 
Macbeth är mest känd som en sinnesförvirrad och makthungrig kung i Shakespeares välbekanta tragedi med samma namn. Dess handling är tagen ur Holinsheds krönika, som i sin ordning följt några medeltidskrönikor, där Macbeths historia utsmyckats med en mängd sägenartade tillägg.